# Blue Demon (wrestler)
Alejandro Muñoz Moreno, noto con lo pseudonimo Blue Demon (Demonio Azul in spagnolo) (García, Nuevo León, 24 aprile 1922 – Città del Messico, 16 dicembre 2000), è stato un wrestler e attore messicano, uno dei più famosi luchador al mondo.

## Biografia
Nel corso della sua carriera durata oltre 41 anni, Muñoz indossò sempre una maschera sul ring e non mostrò mai il suo viso in pubblico; alla sua morte fu sepolto con addosso la sua caratteristica maschera blu e argento.
Nel 1996 è stato ammesso nella Wrestling Observer Newsletter Hall of Fame.

## Carriera
L'occasione di conoscere il celebre lottatore messicano Rolando Vera fece scaturire in lui l'interesse per la Lucha Libre; Vera si offrì persino di allenarlo ed aiutarlo ad intraprendere la carriera da wrestler. Inizialmente combatteva senza maschera nella zona di Laredo, Texas. Il suo primo match fu contro Chema Lopez e si svolse il 12 marzo 1948. Adottando la maschera e il personaggio di Blue Demon, tornò in Messico per iniziare una carriera a tempo pieno sul ring. La sua prima apparizione come Blue Demon fu a Città del Messico nel settembre 1948, dove lottò con Benny Arcilla. Il ruolo di Blue Demon era quello del rudo (cattivo).
 Successivamente, formò un tag team con un altro lottatore mascherato di nome Black Shadow, e i due divennero noti come "Los Hermanos Shadow" ("i fratelli ombra").
Nel 1952 El Santo sconfisse e tolse la maschera a Black Shadow sul ring, fatto che portò Blue Demon a diventare un técnico (buono) sul ring, e a un leggendario feud tra Blue Demon ed El Santo. La rivalità culminò in una serie di match molto pubblicizzati all'epoca nei quali Blue Demon sconfisse El Santo nel 1952 e 1953. Nel 1953 Blue Demon conquistò l'NWA World Welterweight Championship strappandolo a Santo, e rimase campione fino al 1958. La loro rivalità non si attenuò mai del tutto negli anni successivi (sebbene abbiano recitato insieme in numerosi film horror messicani) poiché El Santo ricordò sempre la sconfitta patita per mano di Blue Demon. Durante gli anni sessanta, uno degli avversari più tenaci di Blue Demon fu el Rayo de Jalisco. Nel 1988 sconfisse Jalisco in un mask vs. mask match, togliendo la maschera ad un'altra leggenda del wrestling messicano. Blue Demon si ritirò dal ring nel 1989, all'età di 67 anni, lottando il suo ultimo match, in coppia con il figlio adottivo Blue Demon Jr. nella Monterrey Arena.

## Vita privata
È il padre del wrestler messicano Blue Demon Jr. che attualmente milita in svariati circuiti indipendenti.

## Titoli e riconoscimenti
- Empresa Mexicana de Lucha Libre
  - Mexican National Tag Team Championship (1) – con Black Shadow[7][8]
  - Mexican National Welterweight Championship (3)[9][10][11]
  - NWA World Welterweight Championship (2)[4][10]
- Wrestling Observer Newsletter
  - Wrestling Observer Newsletter Hall of Fame (Classe del 1996)[12]

## Filmografia
- La furia del ring (1961)
- Asesinos de la Lucha Libre (1962)
- Demonio Azul (1965)

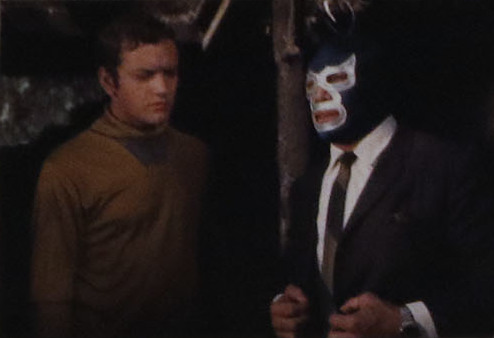
Blue Demon (destra) nel film Blue Demon y las Invasoras (1969)

- Blue Demon vs. el Poder Satánico (1966)
- La Sombra del Murciélago (1966)
- Arañas Infernales (1966)
- Blue Demon Contra Cerebros Infernales (1968)
- Blue Demon Contra las Diabólicas (1968)
- Blue Demon: Destructor de Espías (1968)
- Pasaporte a la Muerte (1968)
- Blue Demon y las Invasoras (1969)
- Santo Contra Blue Demon en la Atlántida (1970)
- Santo y Blue Demon Contra los Monstruos (1970)
- Santo y Blue Demon en el Mundo del los Muertos (1970)
- Los Campeones Justicieros (1971)
- Vuelven los Campeones Justicieros (1972)
- Las Momias de Guanajuato (1972)
- Blue Demon y Zovek en La Invasión de los Muertos (1973)
- Santo y Blue Demon contra Drácula y el Hombre Lobo (1973)
- Las Bestias del Terror (1973)
- El Triunfo de los Campeones Justicieros (1974)
- Santo y Blue Demon Contra el Doctor Frankenstein (1974)
- Noche de Muerte (1975)
- La Mafia Amarilla (1975)
- El Hijo de Alma Grande (1976)
- La Mansion de las 7 Momias (1977)
- Misterio en las Bermudas (1979)
- Blue Demon, el Campeón (1989)